# Campeonato Europeo de Triatlón
El Campeonato Europeo de Triatlón es la máxima competición a nivel europeo de triatlón. Es organizado anualmente desde 1985 por la Unión Europea de Triatlón (ETU). Se realizan las competiciones masculina y femenina, y desde 2009 una competición mixta por relevos.

## Ediciones
| Núm.    | Año  | Sede              | País            |
| ------- | ---- | ----------------- | --------------- |
| I       | 1985 | Immenstadt        | RFA             |
| II      | 1986 | Milton Keynes     | Reino Unido     |
| III     | 1987 | Marsella          | Francia         |
| IV      | 1988 | Venecia           | Italia          |
| V       | 1989 | Cascaes           | Portugal        |
| VI      | 1990 | Linz              | Austria         |
| VII     | 1991 | Ginebra           | Suiza           |
| VIII    | 1992 | Lommel            | Bélgica         |
| IX      | 1993 | Echternach        | Luxemburgo      |
| X       | 1994 | Eichstätt         | Alemania        |
| XI      | 1995 | Estocolmo         | Suecia          |
| XII     | 1996 | Szombathely       | Hungría         |
| XIII    | 1997 | Vuokatti          | Finlandia       |
| XIV     | 1998 | Velden            | Austria         |
| XV      | 1999 | Funchal           | Portugal        |
| XVI     | 2000 | Stein             | Países Bajos    |
| XVII    | 2001 | Karlovy Vary      | República Checa |
| XVIII   | 2002 | Győr              | Hungría         |
| XIX     | 2003 | Karlovy Vary      | República Checa |
| XX      | 2004 | Valencia          | España          |
| XXI     | 2005 | Lausana           | Suiza           |
| XXII    | 2006 | Autun             | Francia         |
| XXIII   | 2007 | Copenhague        | Dinamarca       |
| XXIV    | 2008 | Lisboa            | Portugal        |
| XXV     | 2009 | Holten            | Países Bajos    |
| XXVI    | 2010 | Athlone           | Irlanda         |
| XXVII   | 2011 | Pontevedra        | España          |
| XXVIII  | 2012 | Eilat             | Israel          |
| XXIX    | 2013 | Alanya            | Turquía         |
| XXX     | 2014 | Kitzbühel         | Austria         |
| XXXI    | 2015 | Ginebra           | Suiza           |
| XXXII   | 2016 | Lisboa            | Portugal        |
| XXXIII  | 2017 | Kitzbühel         | Austria         |
| XXXIV   | 2018 | Glasgow           | Reino Unido     |
| XXXV    | 2019 | Weert             | Países Bajos    |
| XXXVI   | 2020 | Tartu (cancelado) | Estonia         |
| XXXVII  | 2021 | Valencia          | España          |
| XXXVIII | 2022 | Múnich            | Alemania        |
| XXXIX   | 2023 | Madrid            | España          |
| XL      | 2024 | Vichy             | Francia         |
| XLI     | 2025 | Estambul          | Turquía         |
| XLII    | 2026 | Tarragona         | España          |

1. ↑  La prueba de relevo mixto se disputó en Kitzbühel (Austria).
2. ↑  La prueba de relevo mixto se disputó en Balıkesir (Turquía).

## Palmarés

### Masculino
| Núm.    | Año  | Sede                              | Oro                             | Plata                             | Bronce                             |
| ------- | ---- | --------------------------------- | ------------------------------- | --------------------------------- | ---------------------------------- |
| I       | 1985 | Immenstadt ( RFA)                 | Robert Barel · Países Bajos     | Klaus Klaeren RFA                 | Jörg Hoffmann RFA                  |
| II      | 1986 | Milton Keynes ( Reino Unido)      | Robert Barel · Países Bajos     | Jürgen Zäck RFA                   | Jörg Hoffmann RFA                  |
| III     | 1987 | Marsella ( Francia)               | Robert Barel · Países Bajos     | Philippe Méthion Francia          | Karel Blondeel · Bélgica           |
| IV      | 1988 | Venecia · ( Italia)               | Robert Barel · Países Bajos     | Didier Volckaert · Bélgica        | Jochen Basting RFA                 |
| V       | 1989 | Cascaes ( Portugal)               | Yves Cordier Francia            | Robert Barel · Países Bajos       | Jürgen Zäck RFA                    |
| VI      | 1990 | Linz · ( Austria)                 | Fons Hamblock · Bélgica         | Robert Barel · Países Bajos       | Wolfgang Kattnig · Austria         |
| VII     | 1991 | Ginebra · ( Suiza)                | Simon Lessing Reino Unido       | Robert Barel · Países Bajos       | Rémy Rampteau Francia              |
| VIII    | 1992 | Lommel · ( Bélgica)               | Spencer Smith Reino Unido       | Simon Lessing Reino Unido         | Glenn Cook Reino Unido             |
| IX      | 1993 | Echternach ( Luxemburgo)          | Simon Lessing Reino Unido       | Thomas Hellriegel · Alemania      | Rainer Müller-Hörner · Alemania    |
| X       | 1994 | Eichstätt · ( Alemania)           | Simon Lessing Reino Unido       | Ralf Eggert · Alemania            | Rainer Müller-Hörner · Alemania    |
| XI      | 1995 | Estocolmo · ( Suecia)             | Rainer Müller-Hörner · Alemania | Luc Van Lierde · Bélgica          | Spencer Smith Reino Unido          |
| XII     | 1996 | Szombathely · ( Hungría)          | Luc Van Lierde · Bélgica        | Dennis Looze · Países Bajos       | Ralf Eggert · Alemania             |
| XIII    | 1997 | Vuokatti · ( Finlandia)           | Spencer Smith Reino Unido       | Stephan Vuckovic · Alemania       | José Miguel Barbany · España       |
| XIV     | 1998 | Velden · ( Austria)               | Andrew Johns Reino Unido        | Jean-Christophe Guinchard · Suiza | Volodymyr Polikarpenko · Ucrania   |
| XV      | 1999 | Funchal ( Portugal)               | Reto Hug · Suiza                | Jan Řehula · República Checa      | Martin Krňávek · República Checa   |
| XVI     | 2000 | Stein · ( Países Bajos)           | Andrew Johns Reino Unido        | Reto Hug · Suiza                  | Eric van der Linden · Países Bajos |
| XVII    | 2001 | Karlovy Vary · ( República Checa) | Filip Ospalý · República Checa  | Iván Raña · España                | Eric van der Linden · Países Bajos |
| XVIII   | 2002 | Győr · ( Hungría)                 | Iván Raña · España              | Filip Ospalý · República Checa    | Maik Petzold · Alemania            |
| XIX     | 2003 | Karlovy Vary · ( República Checa) | Iván Raña · España              | Filip Ospalý · República Checa    | Martin Krňávek · República Checa   |
| XX      | 2004 | Valencia · ( España)              | Rasmus Henning Dinamarca        | Eneko Llanos · España             | Daniel Unger · Alemania            |
| XXI     | 2005 | Lausana · ( Suiza)                | Frédéric Belaubre Francia       | Cédric Fleureton Francia          | Sven Riederer · Suiza              |
| XXII    | 2006 | Autun ( Francia)                  | Frédéric Belaubre Francia       | Cédric Fleureton Francia          | Andrew Johns Reino Unido           |
| XXIII   | 2007 | Copenhague ( Dinamarca)           | Javier Gómez Noya · España      | Jan Frodeno · Alemania            | Daniel Unger · Alemania            |
| XXIV    | 2008 | Lisboa ( Portugal)                | Frédéric Belaubre Francia       | Tony Moulai Francia               | Olivier Marceau · Suiza            |
| XXV     | 2009 | Holten · ( Países Bajos)          | Javier Gómez Noya · España      | Alistair Brownlee Reino Unido     | Alexandr Briujankov · Rusia        |
| XXVI    | 2010 | Athlone ( Irlanda)                | Alistair Brownlee Reino Unido   | Javier Gómez Noya · España        | David Hauss Francia                |
| XXVII   | 2011 | Pontevedra · ( España)            | Alistair Brownlee Reino Unido   | Jonathan Brownlee Reino Unido     | Dmitri Polianski · Rusia           |
| XXVIII  | 2012 | Eilat ( Israel)                   | Javier Gómez Noya · España      | Alexandr Briujankov · Rusia       | Ivan Vasiliev · Rusia              |
| XXIX    | 2013 | Alanya ( Turquía)                 | Ivan Vasiliev · Rusia           | Alessandro Fabian · Italia        | Mario Mola Díaz · España           |
| XXX     | 2014 | Kitzbühel · ( Austria)            | Alistair Brownlee Reino Unido   | Dmitri Polianski · Rusia          | Vicente Hernández Cabrera · España |
| XXXI    | 2015 | Ginebra · ( Suiza)                | David Hauss Francia             | Sven Riederer · Suiza             | Kristian Blummenfelt · Noruega     |
| XXXII   | 2016 | Lisboa ( Portugal)                | Javier Gómez Noya · España      | Dmitri Polianski · Rusia          | Andrea Salvisberg · Suiza          |
| XXXIII  | 2017 | Kitzbühel · ( Austria)            | João Pereira Portugal           | Raphaël Montoya Francia           | João Silva Portugal                |
| XXXIV   | 2018 | Glasgow ( Reino Unido)            | Pierre Le Corre Francia         | Fernando Alarza · España          | Marten Van Riel · Bélgica          |
| XXXV    | 2019 | Weert · ( Países Bajos)           | Alistair Brownlee Reino Unido   | João Pereira Portugal             | Jelle Geens · Bélgica              |
| XXXVI   | 2020 | Tartu ( Estonia)                  | Cancelado                       | Cancelado                         | Cancelado                          |
| XXXVII  | 2021 | Valencia · ( España)              | Dorian Coninx Francia           | Roberto Sánchez Mantecón · España | Antonio Serrat Seoane · España     |
| XXXVIII | 2022 | Múnich · ( Alemania)              | Léo Bergère Francia             | Pierre Le Corre Francia           | Dorian Coninx Francia              |
| XXXIX   | 2023 | Madrid · ( España)                | David Castro Fajardo · España   | Jonathan Brownlee Reino Unido     | Adrien Briffod · Suiza             |
| XXXL    | 2024 | Vichy ( Francia)                  | Csongor Lehmann · Hungría       | Yanis Seguin Francia              | Casper Stornes · Noruega           |

### Femenino
| Núm.    | Año  | Sede                              | Oro                                | Plata                              | Bronce                             |
| ------- | ---- | --------------------------------- | ---------------------------------- | ---------------------------------- | ---------------------------------- |
| I       | 1985 | Immenstadt ( RFA)                 | Alexandra Kremer RFA               | Anna-Lena Fritzon · Suecia         | Sarah Coope Reino Unido            |
| II      | 1986 | Milton Keynes ( Reino Unido)      | Lieve Paulus · Bélgica             | Sarah Springman Reino Unido        | Sarah Coope Reino Unido            |
| III     | 1987 | Marsella ( Francia)               | Sarah Coope Reino Unido            | Sarah Springman Reino Unido        | Chantal Malherbe Francia           |
| IV      | 1988 | Venecia · ( Italia)               | Sarah Springman Reino Unido        | Dolorita Gerber · Suiza            | Pernille Svarre Dinamarca          |
| V       | 1989 | Cascaes ( Portugal)               | Simone Mortier RFA                 | Kirsten Ullrich RFA                | Sarah Springman Reino Unido        |
| VI      | 1990 | Linz · ( Austria)                 | Thea Sybesma · Países Bajos        | Simone Mortier RFA                 | Isabelle Mouthon-Michellys Francia |
| VII     | 1991 | Ginebra · ( Suiza)                | Isabelle Mouthon-Michellys Francia | Simone Mortier · Alemania          | Sonja Krolik · Alemania            |
| VIII    | 1992 | Lommel · ( Bélgica)               | Sonja Krolik · Alemania            | Lone Larsen Dinamarca              | Ute Schäfer · Alemania             |
| IX      | 1993 | Echternach ( Luxemburgo)          | Sabine Westhoff · Alemania         | Simone Mortier · Alemania          | Lydie Reuze Francia                |
| X       | 1994 | Eichstätt · ( Alemania)           | Sonja Krolik · Alemania            | Sabine Westhoff · Alemania         | Isabelle Mouthon-Michellys Francia |
| XI      | 1995 | Estocolmo · ( Suecia)             | Isabelle Mouthon-Michellys Francia | Natascha Badmann · Suiza           | Suzanne Nielsen Dinamarca          |
| XII     | 1996 | Szombathely · ( Hungría)          | Suzanne Nielsen Dinamarca          | Mieke Suys · Bélgica               | Sophie Delemer Francia             |
| XIII    | 1997 | Vuokatti · ( Finlandia)           | Natascha Badmann · Suiza           | Virginia Berasategui · España      | Suzanne Nielsen Dinamarca          |
| XIV     | 1998 | Velden · ( Austria)               | Wieke Hoogzaad · Países Bajos      | Ingrid van Lubek · Países Bajos    | Stephanie Forrester Reino Unido    |
| XV      | 1999 | Funchal ( Portugal)               | Anja Dittmer · Alemania            | Magali Messmer · Suiza             | Sian Brice Reino Unido             |
| XVI     | 2000 | Stein · ( Países Bajos)           | Kathleen Smet · Bélgica            | Magali Messmer · Suiza             | Julie Dibens Reino Unido           |
| XVII    | 2001 | Karlovy Vary · ( República Checa) | Michelle Dillon Reino Unido        | Kathleen Smet · Bélgica            | Analeah Emmerson Reino Unido       |
| XVIII   | 2002 | Győr · ( Hungría)                 | Kathleen Smet · Bélgica            | Leanda Cave Reino Unido            | Christiane Pilz · Alemania         |
| XIX     | 2003 | Karlovy Vary · ( República Checa) | Ana Burgos · España                | Nadia Cortassa · Italia            | Kathleen Smet · Bélgica            |
| XX      | 2004 | Valencia · ( España)              | Vanessa Fernandes Portugal         | Katherine Allen · Austria          | Pilar Hidalgo · España             |
| XXI     | 2005 | Lausana · ( Suiza)                | Vanessa Fernandes Portugal         | Ana Burgos · España                | Nadia Cortassa · Italia            |
| XXII    | 2006 | Autun ( Francia)                  | Vanessa Fernandes Portugal         | Anja Dittmer · Alemania            | Nadia Cortassa · Italia            |
| XXIII   | 2007 | Copenhague ( Dinamarca)           | Vanessa Fernandes Portugal         | Katherine Allen · Austria          | Nicola Spirig · Suiza              |
| XXIV    | 2008 | Lisboa ( Portugal)                | Vanessa Fernandes Portugal         | Nadia Cortassa · Italia            | Lisa Nordén · Suecia               |
| XXV     | 2009 | Holten · ( Países Bajos)          | Nicola Spirig · Suiza              | Elizabeth May Luxemburgo           | Vanessa Fernandes Portugal         |
| XXVI    | 2010 | Athlone ( Irlanda)                | Nicola Spirig · Suiza              | Carole Péon Francia                | Lisa Nordén · Suecia               |
| XXVII   | 2011 | Pontevedra · ( España)            | Emmie Charayron Francia            | Vendula Frintová · República Checa | Annamaria Mazzetti · Italia        |
| XXVIII  | 2012 | Eilat ( Israel)                   | Nicola Spirig · Suiza              | Ainhoa Murua · España              | Emmie Charayron Francia            |
| XXIX    | 2013 | Alanya ( Turquía)                 | Rachel Klamer · Países Bajos       | Victoria Holland Reino Unido       | Vendula Frintová · República Checa |
| XXX     | 2014 | Kitzbühel · ( Austria)            | Nicola Spirig · Suiza              | Sophia Saller · Alemania           | Annamaria Mazzetti · Italia        |
| XXXI    | 2015 | Ginebra · ( Suiza)                | Nicola Spirig · Suiza              | Annamaria Mazzetti · Italia        | Ainhoa Murua · España              |
| XXXII   | 2016 | Lisboa ( Portugal)                | India Lee Reino Unido              | Yuliya Yelistratova · Ucrania      | Zsófia Kovács · Hungría            |
| XXXIII  | 2017 | Kitzbühel · ( Austria)            | Jessica Learmonth Reino Unido      | Sophie Coldwell Reino Unido        | Alice Betto · Italia               |
| XXXIV   | 2018 | Glasgow ( Reino Unido)            | Nicola Spirig · Suiza              | Jessica Learmonth Reino Unido      | Cassandre Beaugrand Francia        |
| XXXV    | 2019 | Weert · ( Países Bajos)           | Elizabeth Potter Reino Unido       | Sandra Dodet Francia               | Claire Michel · Bélgica            |
| XXXVI   | 2020 | Tartu ( Estonia)                  | Cancelado                          | Cancelado                          | Cancelado                          |
| XXXVII  | 2021 | Valencia · ( España)              | Julie Derron · Suiza               | Annika Koch · Alemania             | Sian Rainsley Reino Unido          |
| XXXVIII | 2022 | Múnich · ( Alemania)              | Non Stanford Reino Unido           | Laura Lindemann · Alemania         | Emma Lombardi Francia              |
| XXXIX   | 2023 | Madrid · ( España)                | Jeanne Lehair Luxemburgo           | Lisa Tertsch · Alemania            | Cathia Schär · Suiza               |
| XXXL    | 2024 | Vichy ( Francia)                  | Victoria Holland Reino Unido       | Léonie Périault Francia            | Alice Betto · Italia               |

### Relevo mixto
| Núm. | Año       | Sede                     | Oro                                                                                        | Plata                                                                                    | Bronce                                                                                         |
| ---- | --------- | ------------------------ | ------------------------------------------------------------------------------------------ | ---------------------------------------------------------------------------------------- | ---------------------------------------------------------------------------------------------- |
| I    | 2009      | Holten · ( Países Bajos) | Ucrania · Olesia Prystaiko · Rostyslav Pevtsov · Olesia Dereza · Olexi Siutkin             | Rusia · Olga Dmitriyeva · Artiom Pariyenko · Anastasiya Polianskaya · Ivan Vasiliev      | Hungría · Zsófia Kovács · Csaba Rendes · Zsófia Tóth · Csaba Kuttor                            |
| II   | 2010      | Athlone ( Irlanda)       | Rusia · Irina Abysova · Olga Dmitriyeva · Alexandr Briujankov · Yuliyan Malyshev           | Italia · Annamaria Mazzetti · Jonathan Ciavattella · Charlotte Bonin · Alessandro Fabian | —                                                                                              |
| III  | 2011      | Pontevedra · ( España)   | Alemania · Rebecca Robisch · Franz Löschke · Sarah Fladung · Gregor Buchholz               | Ucrania · Inna Ryzhyj · Danylo Sapunov · Yuliya Yelistratova · Yegor Martynenko          | Italia · Annamaria Mazzetti · Alessandro Fabian · Charlotte Bonin · Daniel Hofer               |
| IV   | 2012      | Eilat ( Israel)          | Rusia · Alexandra Razarionova · Ivan Vasiliev · Irina Abysova · Dmitri Polianski           | Alemania · Anja Knapp · Justus Nieschlag · Sarah Fladung · Franz Löschke                 | Ucrania · Inna Ryzhyj · Danylo Sapunov · Yuliya Yelistratova · Yegor Martynenko                |
| V    | 2013      | Alanya ( Turquía)        | Alemania · Rebecca Robisch · Sebastian Rank · Anja Knapp · Jonathan Zipf                   | Rusia · Alexandra Razarionova · Alexandr Briujankov · Irina Abysova · Dmitri Polianski   | Italia · Annamaria Mazzetti · Davide Uccellari · Alice Betto · Alessandro Fabian               |
| VI   | 2014      | Kitzbühel · ( Austria)   | Italia · Annamaria Mazzetti · Matthias Steinwandtner · Charlotte Bonin · Alessandro Fabian | Alemania · Hanna Philippin · Justus Nieschlag · Sophia Saller · Maximilian Schwetz       | Reino Unido Lois Rosindale Matthew Sharp Holly Lawrence Marc Austin                            |
| VII  | 2015      | Ginebra · ( Suiza)       | Francia Jeanne Lehair Simon Viain Emmie Charayron David Hauss                              | Suiza · Jolanda Annen · Andrea Salvisberg · Nicola Spirig · Sven Riederer                | Reino Unido Jodie Stimpson Matthew Sharp Lucy Hall Thomas Bishop                               |
| VIII | 2016      | Lisboa ( Portugal)       | Reino Unido Lucy Hall Thomas Bishop India Lee Grant Sheldon                                | Rusia · Mariya Shorets · Igor Polianski · Alexandra Razarionova · Dmitri Polianski       | Hungría · Zsófia Kovács · Tamás Tóth · Margit Vanek · Ákos Vanek                               |
| IX   | 2017      | Kitzbühel · ( Austria)   | Dinamarca Anne Holm Andreas Schilling Sif Bendix Madsen Emil Deleuran                      | Francia Cassandre Beaugrand Simon Viain Emilie Morier Raphaël Montoya                    | Rusia · Anastasiya Gorbunova · Dmitri Polianski · Anastasiya Abrosimova · Vladimir Turbayevski |
| X    | 2018      | Glasgow ( Reino Unido)   | Francia Léonie Périault Pierre Le Corre Cassandre Beaugrand Dorian Coninx                  | Suiza · Lisa Berger · Andrea Salvisberg · Nicola Spirig · Sylvain Fridelance             | Bélgica · Claire Michel · Jelle Geens · Valerie Barthelemy · Marten Van Riel                   |
| XI   | 2019      | Weert · ( Países Bajos)  | Francia Sandra Dodet Paul Georgenthum Emilie Morier Léo Bergere                            | Alemania · Nina Eim · Jonas Breinlinger · Caroline Pohle · Justus Nieschlag              | Países Bajos · Maya Kingma · Marco van der Stel · Rachel Klamer · Jorik van Egdom              |
| XII  | 2020      | Tartu ( Estonia)         | Cancelado                                                                                  | Cancelado                                                                                | Cancelado                                                                                      |
| XIII | 2021      | Kitzbühel · ( Austria)   | Reino Unido Sian Rainsley Samuel Dickinson Olivia Mathias Gordon Benson                    | Alemania · Laura Lindemann · Lasse Lührs · Lisa Tertsch · Jonas Breinlinger              | Rusia · Valentina Riasova · Ilia Prasolov · Yuliya Golofeyeva · Grigori Antipov                |
| XIV  | 2022      | Múnich · ( Alemania)     | Francia Léo Bergère Emma Lombardi Dorian Coninx Cassandre Beaugrand                        | Alemania · Valentin Wernz · Nina Eim · Simon Henseleit · Laura Lindemann                 | Suiza · Max Studer · Cathia Schär · Simon Westermann · Julie Derron                            |
| —    | 2023-2024 | —                        | No realizado                                                                               | No realizado                                                                             | No realizado                                                                                   |

## Medallero histórico
- Actualizado a Vichy 2024.

| Núm. | País            | Oro | Plata | Bronce | Total |
| ---- | --------------- | --- | ----- | ------ | ----- |
| 1    | Reino Unido     | 21  | 10    | 13     | 44    |
| 2    | Francia         | 15  | 11    | 11     | 37    |
| 3    | Alemania        | 9   | 21    | 13     | 43    |
| 4    | Suiza           | 9   | 9     | 7      | 25    |
| 5    | España          | 8   | 8     | 6      | 22    |
| 6    | Países Bajos    | 7   | 5     | 3      | 15    |
| 7    | Portugal        | 6   | 1     | 2      | 9     |
| 8    | Bélgica         | 5   | 4     | 6      | 15    |
| 9    | Rusia           | 3   | 6     | 5      | 14    |
| 10   | Dinamarca       | 3   | 1     | 3      | 7     |
| 11   | Italia          | 1   | 5     | 8      | 14    |
| 12   | República Checa | 1   | 4     | 3      | 8     |
| 13   | Ucrania         | 1   | 2     | 2      | 5     |
| 14   | Luxemburgo      | 1   | 1     | 0      | 2     |
| 15   | Hungría         | 1   | 0     | 3      | 4     |
| 16   | Austria         | 0   | 2     | 1      | 3     |
| 17   | Suecia          | 0   | 1     | 2      | 3     |
| 18   | Noruega         | 0   | 0     | 2      | 2     |
|      | TOTAL           | 91  | 91    | 90     | 272   |

1. ↑  Incluye las medallas obtenidas por la RFA entre 1949 y 1990.